# Comuna Mihăești, Vâlcea
Mihăești este o comună în județul Vâlcea, Oltenia, România, formată din satele Arsanca, Bârsești, Buleta (reședința), Govora, Gurișoara, Măgura, Mihăești, Munteni, Negreni, Rugetu, Scărișoara, Stupărei și Vulpuești.

## Demografie
Componența etnică a comunei Mihăești
     Români (92,41%)
     Romi (1,84%)
     Alte etnii (0,1%)
     Necunoscută (5,65%)
Componența confesională a comunei Mihăești
     Ortodocși (93,47%)
     Alte religii (0,62%)
     Necunoscută (5,91%)
Conform recensământului efectuat în 2021, populația comunei Mihăești se ridică la 6.799 de locuitori, în creștere față de recensământul anterior din 2011, când fuseseră înregistrați 6.443 de locuitori. Majoritatea locuitorilor sunt români (92,41%), cu o minoritate de romi (1,84%), iar pentru 5,65% nu se cunoaște apartenența etnică. Din punct de vedere confesional, majoritatea locuitorilor sunt ortodocși (93,47%), iar pentru 5,91% nu se cunoaște apartenența confesională.

## Politică și administrație
Comuna Mihăești este administrată de un primar și un consiliu local compus din 15 consilieri. Primarul, Constantin Bărzăgeanu[*], de la Partidul Social Democrat, este în funcție din 2012. Începând cu alegerile locale din 2024, consiliul local are următoarea componență pe partide politice:
|  | Partid                          | Consilieri | Componența Consiliului | Componența Consiliului | Componența Consiliului | Componența Consiliului | Componența Consiliului | Componența Consiliului | Componența Consiliului | Componența Consiliului |
|  | ------------------------------- | ---------- | ---------------------- | ---------------------- | ---------------------- | ---------------------- | ---------------------- | ---------------------- | ---------------------- | ---------------------- |
|  | Partidul Social Democrat        | 8          |                        |                        |                        |                        |                        |                        |                        |                        |
|  | Partidul Național Liberal       | 5          |                        |                        |                        |                        |                        |                        |                        |                        |
|  | Alianța pentru Unirea Românilor | 2          |                        |                        |                        |                        |                        |                        |                        |                        |

## Personalități
- Mihail Părăluță, (n. 8 noiembrie 1927 - d. 1 iunie 2004), profesor universitar, economist, deputat ministru
- Felix Sima (n. 6 iunie 1949), poet
- Alexandru Popescu-Mihăești (n. 14 martie 1933 - d. 2 aprilie 2021), filolog, lingvist, cercetător, profesor universitar.
- Andreea Vasile (n. 1981, Râmnicu Vâlcea), actriță. Bunicii materni, fiind originari din Mihăești.

## Vezi și
- Biserica „Sf. Ioan Botezătorul” din Măgura
- Valea Oltului Inferior (arie de protecție specială avifaunistică)